# Der Anfall (Tschechow)

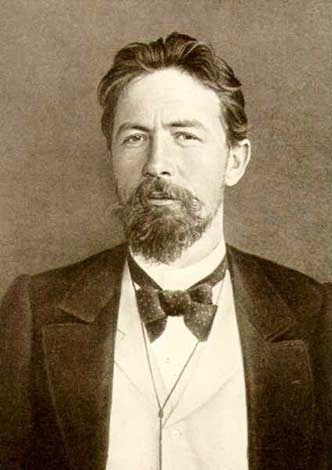
Anton Tschechow

Der Anfall, auch Ein Anfall (russisch Припадок, Pripadok), ist eine Erzählung des russischen Schriftstellers Anton Tschechow, die, am 13. November 1888 beendet, bereits am 29. November desselben Jahres in dem Sammelband Gedenken an W. M. Garschin erschien.
Am 5. April 1888 war Garschin an den Folgen seines Suizidversuchs vom 31. März 1888 verstorben. Die Erzählung hat Anton Tschechow dem Andenken des toten Dichters gewidmet.
1894 wurde der Text ins Serbokroatische übersetzt (Nastup bolesti). Die Übertragung ins Deutsche von Luise Flachs-Fokschaneanu kam 1897 unter dem Titel Ein Anfall in dem Tschechow-Novellenband Russische Liebelei bei August Schupp in München auf den deutschsprachigen Buchmarkt. Im selben Jahr folgte die Übersetzung ins Schwedische (Ett obotligt ondt).

## Inhalt
Grigorij Wassiljew wohnt nahe beim Moskauer Twerskoi Boulevard. Zwei Studenten, der angehende Mediziner Mayer und der angehende Bildende Künstler Rybnikow, überreden ihren Freund Wassiljew, den Studenten der Rechte im 6. Semester, zu einem Besuch der Prostituierten in der S.-Gasse. Wassiljew hätte von der Bekanntschaft der gefallenen Frauen besser Abstand nehmen sollen, denn sein Nervenkostüm ist nicht das Beste. Die Damen dort sind „keine zugrunde Gehenden, sondern bereits zugrunde Gegangene“. Wassiljew meint, diese Frauen sterben früh; sterben, nachdem sie in etwa fünfhundert Männer empfangen haben. Natürlich, bestätigt der angehende Mediziner Mayer, „wir Menschen töten einander gegenseitig“.
Das alles ist zu viel für Wassiljew. Voller Angst registriert er: „Ein Anfall beginnt“. Ihn plagt die Vision, er sei ein naher männlicher Verwandter der soeben leichtsinnigerweise aufgesuchten gefallenen Frau oder gar diese selbst. Wie kann geholfen werden?
Wassiljew hat auf einmal die Lösung. Ein Freier muss diese Frau heiraten. Unsinn, wenn alle Moskauer Prostituierten weggeheiratet worden sind, dann schickt der Smolensker Buchhalter einen neuen Schub frische junge Frauen zusammen mit denen aus Saratow, Nishnij Nowgorod und Warschau. Alle Gedanken, die während des Anfalls Wassiljew durchs Hirn rauschen, erregen ihn über die Maßen. Beruhigend ist nur, dass er sich jederzeit töten kann. Und wenn eben nicht, dann ist der Anfall gewöhnlich nach drei Tagen vorüber.
Von der alten Brücke will er in die Jausa springen. Dann löst im Überlebensfalle aber nur ein Schmerz den anderen ab. Wassiljew läuft und läuft bis in den Morgen hinein durch Moskau. 
Der angehende Mediziner und der angehende Künstler finden den Freund in seinem Zimmer mit zerrissenem Hemd und zerbissenen Händen vor. Wassiljew möchte rasch gerettet werden. Also wird er von den beiden zum Doktor, dem korpulenten Psychiater Michail Sergejitsch, gebracht. Der fragt Wassiljew gründlich aus und behandelt ihn mit Bromkali sowie mit Morphium. Der Kranke begibt sich alsdann träge zur Universität.

## Selbstzeugnis
Rammelmeyer zitiert aus einem Brief Anton Tschechows vom 15. September 1888 an A. N. Pletschejew: Mit Wassiljew habe er so einen überaus sensiblen Mann wie Garschin dargestellt. Weil Tschechow bei der Beschreibung des Bordellbesuchs alle Fakten ungeschönt ausbreitet, hat er hinterher so seine Bedenken. Es könnte auf den Leser niederdrückend wirken.

## Deutschsprachige Ausgaben

### Verwendete Ausgabe
- Der Anfall, S. 45–74 in Anton Tschechow: Meistererzählungen. Aus dem Russischen übersetzt von Hertha von Schulz. Nachwort: Gudrun Düwel. 431 Seiten. Aufbau-Verlag Berlin 1962 (enthält: Pferdediebe. Weiber.  Der Anfall. Krankenstation Nr. 6. Springinsfeld. Der schwarze Mönch. Das Haus mit dem Zwischenstock. Bauern. Der Mensch im Futteral. In der Schlucht. Die Braut).